# Fort Düsselburg

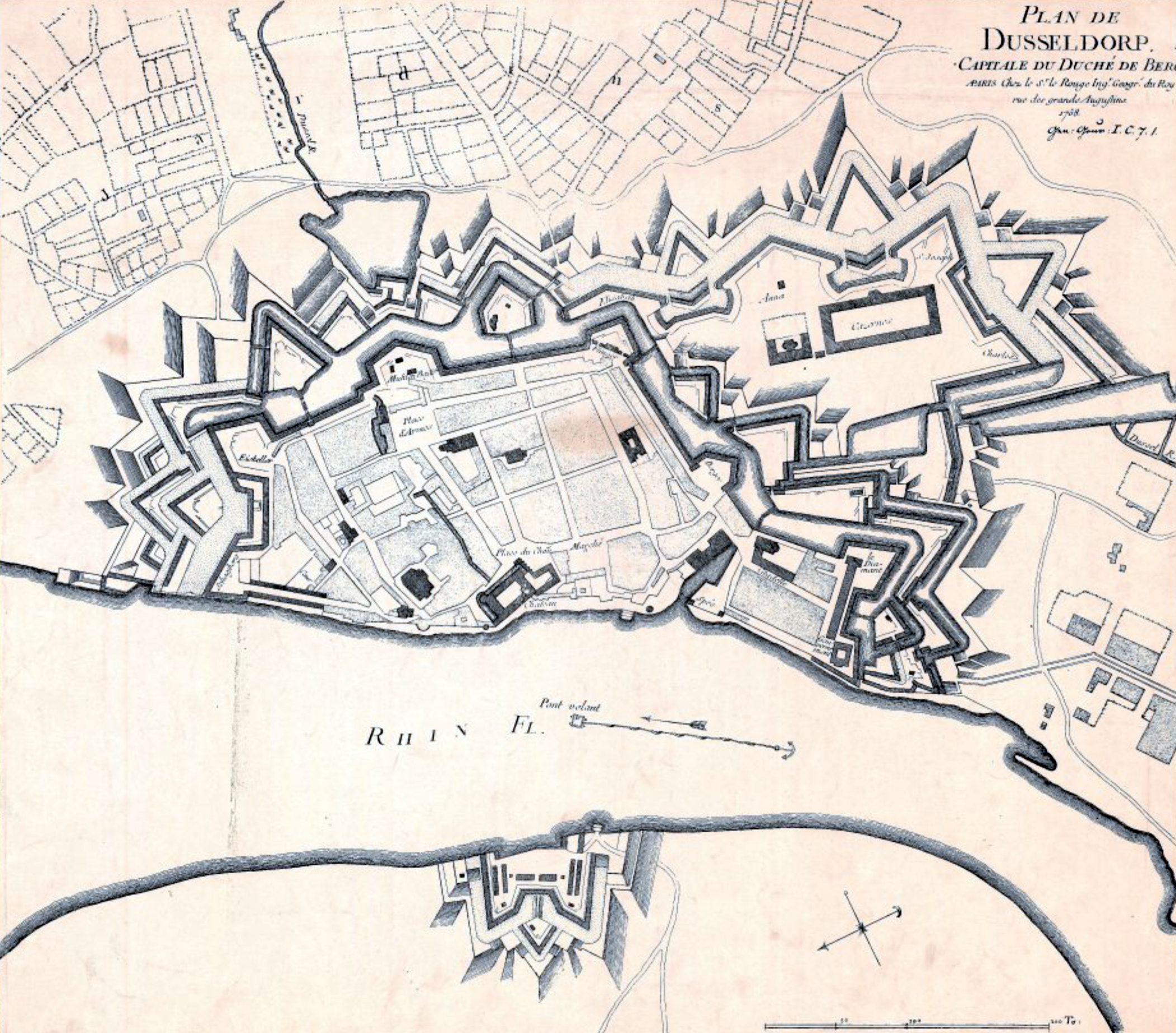
Georges Louis Le Rouge: Plan de Dusseldorp, Capitale du Duché de Berg – Am unteren Rand des Plans der Festung Düsseldorf aus dem Jahr 1758 ist die Darstellung einer idealtypischen Wiederherstellung des Forts Düsselburg oder dessen Gestalt vor dem Abriss im Jahr 1748 zu sehen.

Das Fort Düsselburg war ein linksrheinisches Hornwerk der rechtsrheinischen Festung Düsseldorf.

## Geschichte
Ein Manko der Festung Düsseldorf war, dass sie vom linken Ufer des Rheins mit Kanonen, deren Reichweite und Treffgenauigkeit sich bis zum Beginn des 18. Jahrhunderts bedeutend entwickelt hatte, gut beschossen werden konnte. Mit Leichtigkeit waren dort, am Rheindamm beim damaligen Dorf Oberkassel, Batterien zu errichten, welche durch den Damm gegen das Feuer der Festung Düsseldorf geschützt waren. Aus diesem Grund ließ Johann Wilhelm von der Pfalz, der als Kurfürst die Kurpfalz und ihre Nebenländer von Düsseldorf aus regierte, auf dem seiner Residenzstadt gegenüberliegenden, linken Rheinufer im Jahr 1700 das Fort Düsselburg als Außenwerk errichten. Es sicherte nicht nur die Rheinseite der Festung Düsseldorf und des dortigen Residenzschlosses ab, sondern als Brückenkopf auch die linksrheinische Anlegestelle einer 1689 im Pfälzischen Erbfolgekrieg errichteten Gierponte, welche Handel und Verkehr förderte und dem Kurfürsten rasche Truppenbewegungen über den Rhein ermöglichte, insbesondere zwischen den Landesteilen Jülich und Berg.
Besonders bemerkenswert ist an dieser Baumaßnahme, dass sie aufgrund linksrheinischer Lage auf fremdem Herrschaftsgebiet stattfand, nämlich dem Territorium Kurkölns, und dass sie mangels Genehmigung ein Schwarzbau war. Bereits 1689 hatte Johann Wilhelm eine erste Schanze zum Schutz der Gierponte aufwerfen lassen. Das Bauwerk bildete in den folgenden Jahrzehnten einen Streitgegenstand zwischen den Kölner Erzbischöfen und dessen Domkapitel einerseits, die wegen Verletzung ihrer Hoheitsrechte dessen Beseitigung forderten, und den pfälzischen Kurfürsten und deren Hofbeamten andererseits, die in Verhandlungen Gegenleistungen Kurkölns verlangten.

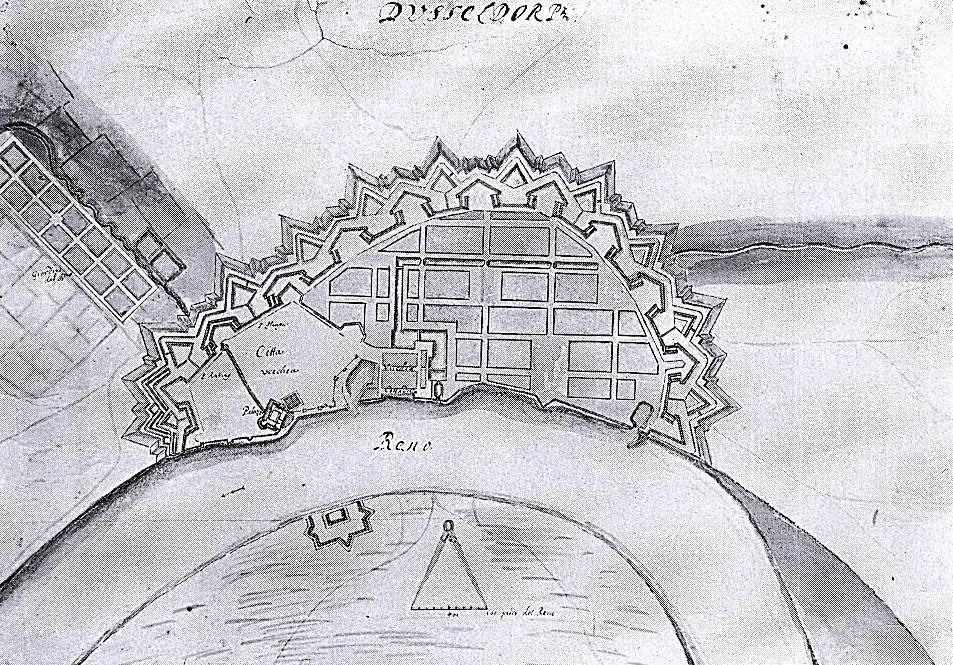
Plan der Düsseldorfer Festungs- und Stadterweiterung von Michael Cagnon, 1697 oder 1699

Die Befestigungsanlage, die bereits in einem 1697 oder 1699 datierenden Stadterweiterungsplan des Düsseldorfer Festungsingenieurs Michael Cagnon auftaucht, wurde mit vergleichsweise geringen Mitteln gebaut. Statt sonst üblichem Mauerwerk wurden als Basis bloß Erdwerke errichtet und mit Faschinen befestigt. Auf dem Erdwerk erbaute man zwei kleinere Gebäude zur Kasernierung des Militärpersonals und -materials, außerdem ein Wachthaus. Im Spanischen Erbfolgekrieg, als der französische General de Tallard mit einem Korps 1702 Kaiserswerth belagerte, stellte dieser die Forderung auf, dass Johann Wilhelm die auf kurkölnischem Boden errichtete Befestigung abzureißen habe, woraufhin er die Antwort erhielt, dass die Kurpfalz weitere Erwägungen hierzu treffen werde, wenn die französische Seite eine bei Bonn errichtete Schanze und Schiffsbrücke beseitigt habe.
Das Fort Düsselburg war so niedrig, dass es bei Hochwasser vom Rhein überschwemmt und damit unbenutzbar wurde. Als am 3. Februar 1716 der zugefrorene Strom aufbrach, wurde das Fort Düsseldorf durch Eisgang stark beschädigt. Nachdem die Anlage 1720/1721 geschleift worden war, schritten Johann Wilhelms Nachfolger Karl III. Philipp und dessen Festungsingenieur Friedrich von Fremelle 1738 auf Grundlage privater Abmachungen mit Erzbischof Clemens August I. zur Wiedererrichtung des Forts.

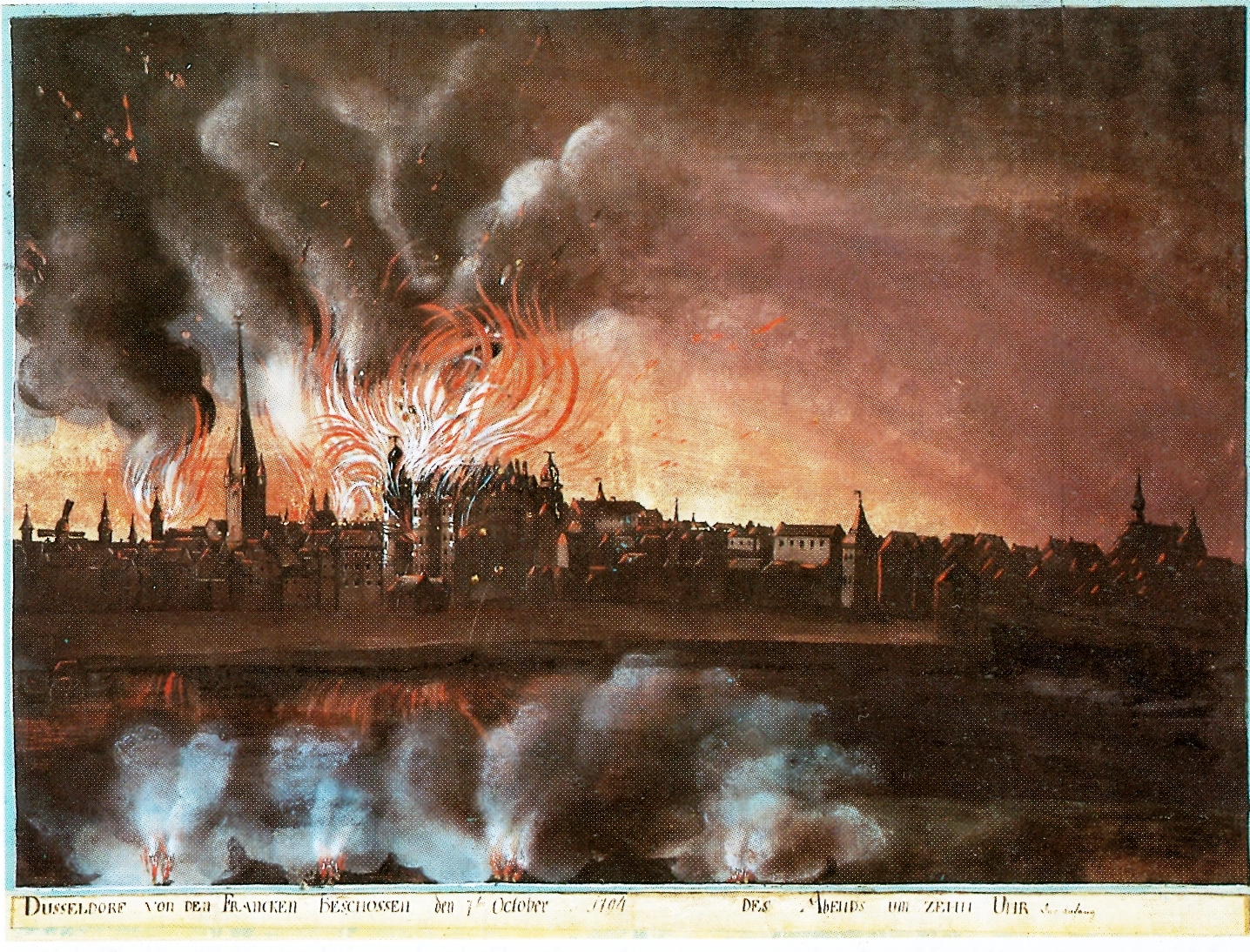
Nächtlicher Artilleriebeschuss aus Stellungen am ehemaligen Fort Düsselburg und brennendes Residenzschloss in der Nacht vom 6. auf den 7. Oktober 1794

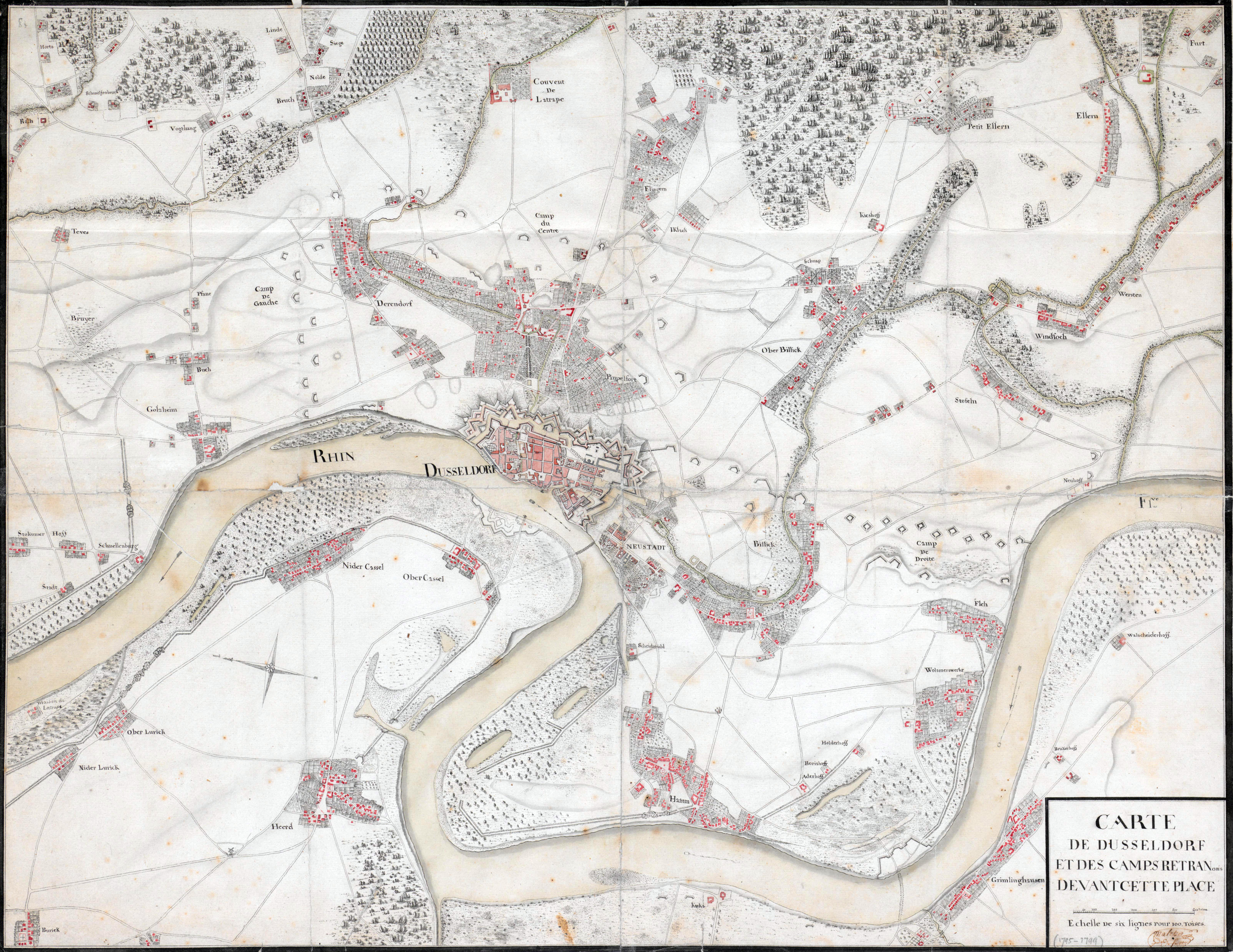
Letzter Ausbaustand der Festung Düsseldorf mit Resten des Forts Düsselburg am gegenüberliegenden Rheinufer, 1795–1799

Karl Theodor von der Pfalz ließ die Anlage 1748 jedoch endgültig abreißen. Verbliebene Gräben bildeten allerdings noch eine Deckung für Artillerie der französischen Revolutionsarmee, die 1794 im Rahmen des Ersten Koalitionskriegs nach der Zweiten Schlacht bei Aldenhoven unter dem Kommando von Brigadegeneral Jean Baptiste Bernadotte vor Düsseldorf Stellung nahm. Das anschließende Bombardement der Stadt, das am 6. Oktober 1794 um 22 Uhr nach einer Salve der Düsseldorfer Garnison begann, setzte das Residenzschloss, den Marstall, das Cölestinerkloster und mehr als 20 Privathäuser in Brand.
Fundamentreste des Forts traten 1854 bei Arbeiten zur Errichtung eines Hebeturms für die Rheinstation des Bahnhofs Oberkassel der Aachen-Düsseldorf-Ruhrorter Eisenbahn unter dem Erdreich einer weiteren Befestigungsanlage zutage, die französisches Militär 1795 nach der Eroberung Düsseldorfs zur Ertüchtigung der Festung Düsseldorf aufgeschüttet hatte.